# Tyende
Tyende eller folkehold blev brugt som en fællesbetegnelse for de personer, der stod i et særligt ansættelsesforhold, typisk som underordnet i et landbrug eller en anden type husholdning. Som for eksempel en tjener. Det afgørende for denne type ansættelse var, at medhjælperen boede hos arbejdsgiveren og således var medlem af husholdningen. De fleste var ansat i landbrugshusholdninger som karle eller piger, men også mange havde job som tjenestepiger i byerne. Også kuske, kokkepiger og andre kunne være ansat som tyende, men forudsætningen var, at de boede hos principalen, dvs. arbejdsgiveren. En oldfrue var også en tyende, som førte opsyn og havde ansvar for andre tyende.
Tyendes arbejdsforhold og ansættelsesvilkår var traditionelt sædvaneretsligt reguleret, men Politiforordningen 25.3.1791 indførte faste regler for indgåelse og opsigelse af tjenestekontrakter og enkelte andre bestemmelser om kontraktens indhold samt indsatte politimesteren som dommer i kontraktspørgsmål mellem husbond og tyende. Tyendes tjenesteaftaler fulgte ikke de gængse kontraktretlige principper, men var præget af patriarkalske (husbondretslige) retsordninger.

## Tyendeloven
Tyendeloven af 10. maj 1854 var en reform af Politiforordningen. Her indførtes en lang række bestemmelser, der skulle bringe tjenestelovgivningen nærmere den gængse kontraktret. Først og fremmest skulle der være større ret til at indgå korte tjenesteaftaler og opsige kontrakten. Desuden blev der forbud mod korporlig afstraffelse af det voksne tyende (mandligt tyende over 18 år og kvindeligt tyende over 16 år).

## Medhjælperloven
Det blev medhjælperloven 6. maj 1921, der endeliggyldigt afskaffede de husbondretlige ordninger og indrettede tjenesteaftaler efter den moderne kontraktret.

## Note
1. ↑  "Tyendeloven af 10. maj 1854". danmarkshistorien.dk. Hentet 2014-04-25.
2. ↑  "Tyendelov for Kongeriget Danmark" (PDF). h58.dk. Hentet 2014-04-25.